# Dystactula kaltenbachi
Dystactula kaltenbachi es una especie de mantis de la familia Mantidae.

## Distribución geográfica
Se encuentra en  Malaui.